# Paul Clauswitz
Paul Clauswitz (* 22. Februar 1839 in Wolmirstedt; † 11. April 1927) war der erste fest angestellte Archivar der Stadt Berlin und Leiter des Magistratsbibliothek.

## Leben
Paul Clauswitz, Sohn des Richters Justus Clauswitz, besuchte von 1850 bis 1857 das Gymnasium in Luckau, von 1858 bis 1860 folgte ein Studium an der Berliner Bauakademie, das er mit einem Examen in der Feldmessung abschloss. 1860/1861 leistete er seinen Militärdienst, 1866 nahm er am Krieg gegen Österreich und 1871 am Deutsch-Französischen Krieg teil. Am 14. März 1867 promovierte er an der Universität Tübingen mit einer kunsthistorischen Dissertation (Die Kupferstiche des Lukas von Leyden), 1873 beendete er seine Habilitationsschrift.
1873 begann er seine Archiv-Laufbahn am Staatsarchiv Magdeburg. Anschließend wurde er an das Staatsarchiv Posen versetzt, wobei er parallel als Sekretär des Archivs in Münster arbeitete. 1877 wurde er zum Leiter in Posen ernannt. Zum 1. Januar 1879 folgte die Berufung  zum Leiter des Berliner Stadtarchivs und der Magistratsbibliothek. Die Bibliotheksleitung gab er 1890 ab, aus dem Archiv schied er zum 31. Dezember 1912 aus.
Am 15. Dezember 1887 heiratete er Hedwig Nigmann.
Paul Clauswitz starb 1927 im Alter von 88 Jahren in Berlin und wurde auf dem Alten St.-Matthäus-Kirchhof in Schöneberg beigesetzt. Das Grab ist nicht erhalten geblieben.

## Ehrungen
- Ehrenmitglied des Vereins für die Geschichte Berlins (1890)[2]
- Fidicin-Medaille des Vereins für die Geschichte Berlins in Silber (1903)[3]

## Schriften (Auswahl)
Als Autor:
- Kritische Übersicht über die Literatur zur Geschichte Berlins. In: Schriften des Vereins für die Geschichte Berlin. Heft 31, Berlin 1894, S. 115–164.
- Zu einigen, angeblich von Herrn von Bismarck-Schönhausen herrührenden Artikeln der Kreuzzeitung aus den Jahren 1848. In: Schriften des Vereins für die Geschichte Berlin. Heft 32, Berlin 1895, S. 99–114.
- (Bearbeiter) Die Pläne von Berlin und die Entwicklung des Weichbildes. Festschrift zur Feier der Silbernen Hochzeit Ihrer Majestät des Kaisers Wilhelm II. und der Kaiserin Auguste Viktoria. Hrsg. vom Verein für die Geschichte Berlins. Mittler, Berlin 1906. (Digitalisat)
- Bau- und Bodenpolitik in Berlin in geschichtlicher Betrachtung. In: Erforschtes und Erlebtes aus dem alten Berlin. Festschrift zum 50jährigen Jubiläum des Vereins für die Geschichte Berlins (= Schriften des Vereins für die Geschichte Berlin. Heft 50). Verein für die Geschichte Berlins, Berlin 1917, S. 29–48.

Als Herausgeber:
- Die Städteordnung von 1808 und die Stadt Berlin. Festschrift zur hundertjährigen Gedenkfeier der Einführung der Städteordnung. Springer, Berlin 1908, doi:10.1007/978-3-642-94337-9; Reprint 1986, doi:10.1007/978-3-642-71264-7.
- Das Stadtbuch des alten Köln an der Spree aus dem Jahre 1442 (= Schriften des Vereins für die Geschichte Berlin. Heft 52). Verein für die Geschichte Berlins, Berlin 1921.

## Archivalien
- Landesarchiv Berlin
  - A Rep. 001-02 Magistrat der Stadt Berlin, Generalbüro
  - A Rep. 021-02 Stadtarchiv Berlin
  - E Rep. 061-04 Nachlass
- Universitätsarchiv Tübingen, Promotionsakten 131/16b Nr. 13